# Щиткова жаба аргентинська
Щиткова жаба аргентинська (Lepidobatrachus llanensis) — вид земноводних з роду Щиткова жаба родини Рогаткові. Інша назва «коконна щиткова жаба».

## Опис
Загальна довжина досягає 10—13 см. Голова товста, масивна. Очі маленькі. Рот дуже широкий. Тулуб великий, кулеподібний. Шкіра шорстка, груба, вкрита великими своєрідними щитками Кінцівки короткі із довгими пальцями. Забарвлення світло-оливкове або світло-зелене.

## Спосіб життя
Полюбляє сухі чагарники, напівпустелі, тримається біля водойм. Веде напівводний спосіб життя. Добре заривається у ґрунт. Зустрічається на висоті до 300 м над рівнем моря. Живиться дрібними гризунами, жабами, безхребетними.
Цікавим є спосіб цієї жаби переживати посуху: при висиханні водойми залишається у ньому, кожного дня ліняє, при цьому шкіру не скидає, а залишає на собі, яка поступово утворює ствоєрідний кокон, що захищає жабу під час посухи. Звідси походить інша назва цією амфібії.
Розмножується у тимчасових водоймах. Період парування доволі короткий внаслідок несприятливих умов проживання. Самиця відкладає яйця у воду. Протягом декількох діб з'являються пуголовки. Їх розвиток також доволі швидкий.

## Розповсюдження
Мешкає в Аргентині: провінції Ла-Ріоха, Формоза, Кордова, Сальта, Катамарка, Сантьяго, Чако; на сході Болівії, північному заході Парагваю.